# آي بي أم إم 44/44إكس
آي بي إم إم 44/44 إكس كان كان نظامًا تجريبيًا للكمبيوتر منذ منتصف الستينيات، تم تصميمه وتشغيله في مركز أبحاث توماس جون واتسون التابع لشركة آي بي إم في يوركتاون هايتس، نيويورك. كان يستند إلى آي بي إم 7044 (IBM 7040) ('إم 44') ، ومحاكاة عدة أجهزة افتراضية على 7044 ('44 إكس') ، باستخدام كل من العتاد والبرامج. كان أعضاء الفريق الرئيسيين ديف ساير وروب نيلسون. كانت هذه آلة رائدة، تستخدم لاستكشاف التصحيف، ومفهوم الآلة الافتراضية، وقياس أداء الكمبيوتر (Software performance testing). كان نظام بحثي بحت، وقد ذكره بيتر دينينغ (Peter J. Denning) في عام 1981 كمثال بارز على علوم الكمبيوتر التجريبية.